# Franz Heydenreich
Franz Karl Theodor Heydenreich (* 21. Juni 1838 in Oberweimar (Thüringen), seit 1922 ein Stadtteil von Weimar; † 2. Januar 1904 in Spangenberg) war ein deutscher Rittergutsbesitzer und Abgeordneter des Provinziallandtages der preußischen Provinz Hessen-Nassau.

## Leben
Franz wurde als Sohn des Rittergutsbesitzers Karl Heydenreich (1795–1840) und dessen Gemahlin Karoline Treitschke (1802–1874) geboren. 1864 kaufte er in Malsfeld das Gut der Familie Scholley und baute den alten Adelssitz zu einem Rittergut aus. 1870 eröffnete er hier eine Dampfbrauerei, die heute noch als Brauereimuseum in Malsfeld besteht. 
1903 erhielt er ein Mandat für den Kurhessischen Kommunallandtag des Regierungsbezirks Kassel, aus dessen Mitte er zum Abgeordneten des Provinziallandtages der Provinz Hessen-Nassau bestimmt wurde. Hier war er Mitglied des Eingabenausschusses, des Haupt- und des Organisationsausschusses.
Franz war mit Malvine Irene Hassenstein verheiratet. Aus der Ehe stammte der Sohn Ernst (1864–1936, Abgeordneter).